# كريستيان فيلا
كريستيان فيلا (بالإسبانية: Cristian Vella)‏ هو لاعب كرة قدم أرجنتيني، ولد في 6 مارس 1978 في سانتا في في الأرجنتين. لعب مع أتليتيكو رافائيلا وديفينسوريس دي بيلغرانو وفيليز سارسفيلد ونادي بين أور.

## وصلات خارجية
- كريستيان فيلا على موقع قاعدة بيانات كرة القدم.إي يو (الإنجليزية)